# .com
.com è un dominio di primo livello generico.
Inizialmente riservato alle entità commerciali, è uno dei primi domini introdotti e quello maggiormente diffuso. Nonostante l'esistenza del dominio .us, la maggior parte dei siti statunitensi è registrata con il dominio .com.
Il dominio è gestito dalla statunitense Verisign.

## Storia
All'implementazione del sistema DNS nel gennaio 1985, il dominio .com è uno dei primi a essere incluso nella serie dei domini top level. All'epoca il dominio è amministrato dal Dipartimento della Difesa statunitense (U.S. Department of Defense, DoD) che, successivamente, ne appalta la manutenzione a SRI International. Questa, a sua volta, dà vita al DDN-NIC, noto anche come SRI-NIC o semplicemente NIC (Network Information Center), accessibile online con il nome di dominio nic.ddn.mil. Il 1º ottobre 1991 la Government Systems Inc. (GSI) se ne aggiudica la gestione operativa, che subappalta poi a Network Solutions Inc. (NSI).
Il primo dominio registrato fu Symbolics.com il 15 marzo 1985; in tutto il 1985 furono registrati solo 6 domini .com. Nel 1997 venne registrato il milionesimo dominio, mentre nel 2010 sono più di 200 milioni.
Il 1º gennaio 1993 la manutenzione del dominio .com, essenzialmente utilizzato per interessi non legati alla difesa, passa alla National Science Foundation (NSF), che appalta l'attività a Network Solutions, Inc (NSI). Per la prima volta dall'introduzione del dominio, nel 1995 la NSF autorizza la NSI ad addebitare ai registranti una quota annuale, inizialmente fissata a 50 US$ l'anno, di cui 35 vanno alla NSI e 15 confluiscono in un fondo governativo. I nuovi registranti sono tenuti a versare come quota minima l'importo biennale, il che porta la spesa di registrazione di un nuovo dominio a 100 US$. Nel 1997 tutti i TLD generici passano sotto l'autorità del Dipartimento del Commercio americano e Verisign, che ha acquisito Network Solutions, si occupa della gestione del dominio .com. In seguito Verisign convoglierà le funzioni di Network Solutions non inerenti al registro in una società spin-off che fungerà da registrar. In inglese “.com” si pronuncia “dot com”, e l'espressione è ormai entrata a far parte del linguaggio comune internazionale.
Sebbene il dominio .com designi, in origine, le realtà commerciali (per distinguerle dalle agenzie governative o dagli istituti scolastici che hanno di fatto suffissi di dominio diversi), a partire dalla metà degli anni '90 chiunque può registrarsi come .com: in seguito alla diffusione di Internet, infatti, il dominio viene aperto al pubblico generale e, non a caso, diventa in breve tempo il TLD più utilizzato per siti web, e-mail e networking. Negli anni fra il 1997 e il 2001 si assiste così a una vera e propria esplosione di società (la cosiddetta “Bolla delle dot-com”) che adottano il suffisso .com facendo di Internet la propria base operativa e che, per questo, vengono sbrigativamente denominate, appunto, “dot com”. L'introduzione nel 2001 del suffisso .biz, riservato alle attività commerciali, non ha alcun impatto sulla popolarità di .com.
Nonostante il dominio .com sia accessibile a società con sede in qualunque parte del mondo, svariati paesi possiedono un dominio di secondo livello con caratteristiche analoghe, dipendente dal proprio dominio di codice paese (ccTLD). Tali domini hanno solitamente il suffisso com.xx o co.xx, dove xx è il ccTLD. Per esempio: Australia (com.au), Sri Lanka (com.lk), Grecia (com.gr), Messico (com.mx), Corea del Sud (co.kr), India (co.in), Indonesia (co.id), Cina (com.cn), Giappone (co.jp), Regno Unito (co.uk) e così via.
Numerosi siti e reti non commerciali hanno adottato e continuano ad adottare il suffisso .com per approfittare della riconoscibilità di questo nome di dominio, anche se le statistiche di registrazione mostrano che il grado di popolarità del dominio varia nel tempo.

## Lista dei domini più antichi
Tra il 1985 e il 1987 sono stati registrati i 100 domini .com più antichi, che risultano essere tra i più vecchi di Internet, sebbene alcuni domini .net e .org siano stati registrati in precedenza rispetto ad alcuni domini .com:
| Posizione | Data di registrazione | Dominio        | Proprietario                                         |
| --------- | --------------------- | -------------- | ---------------------------------------------------- |
| 1         | 15 marzo 1985         | symbolics.com  | Symbolics                                            |
| 2         | 24 aprile 1985        | bbn.com        | BBN Technologies                                     |
| 3         | 24 maggio 1985        | think.com      | Thinking Machines                                    |
| 4         | 11 luglio 1985        | mcc.com        | Microelectronics and Computer Technology Corporation |
| 5         | 30 settembre 1985     | dec.com        | Digital Equipment Corporation                        |
| 6         | 7 novembre 1985       | northrop.com   | Northrop Corporation                                 |
| 7         | 9 gennaio 1986        | xerox.com      | Xerox Corporation                                    |
| 8         | 17 gennaio 1986       | sri.com        | SRI International                                    |
| 9         | 3 marzo 1986          | hp.com         | Hewlett-Packard                                      |
| 10        | 5 marzo 1986          | bellcore.com   | Bell Communications Research                         |
| 11        | 19 marzo 1986         | ibm.com        | IBM                                                  |
| 12        | 19 marzo 1986         | sun.com        | Sun Microsystems                                     |
| 13        | 25 marzo 1986         | intel.com      | Intel                                                |
| 14        | 25 marzo 1986         | ti.com         | Texas Instruments                                    |
| 15        | 25 aprile 1986        | att.com        | AT&T                                                 |
| 16        | 8 maggio 1986         | gmr.com        | General Motors Research Laboratories                 |
| 17        | 8 maggio 1986         | tek.com        | Tektronix                                            |
| 18        | 10 luglio 1986        | fmc.com        | FMC Corporation                                      |
| 19        | 10 luglio 1986        | ub.com         | Ungermann-Bass                                       |
| 20        | 5 agosto 1986         | bell-atl.com   | Bell Atlantic                                        |
| 21        | 5 agosto 1986         | ge.com         | General Electric                                     |
| 22        | 5 agosto 1986         | grebyn.com     | Grebyn Corporation                                   |
| 23        | 5 agosto 1986         | isc.com        | Interactive Systems Corporation                      |
| 24        | 5 agosto 1986         | nsc.com        | National Semiconductor                               |
| 25        | 5 agosto 1986         | stargate.com   |                                                      |
| 26        | 2 settembre 1986      | boeing.com     | Boeing                                               |
| 27        | 18 settembre 1986     | itcorp.com     |                                                      |
| 28        | 29 settembre 1986     | siemens.com    | Siemens                                              |
| 29        | 18 ottobre 1986       | pyramid.com    | Pyramid Technology                                   |
| 30        | 27 ottobre 1986       | alphacdc.com   |                                                      |
| 31        | 27 ottobre 1986       | bdm.com        |                                                      |
| 32        | 27 ottobre 1986       | fluke.com      | Fluke Corporation                                    |
| 33        | 27 ottobre 1986       | inmet.com      | Intermetrics                                         |
| 34        | 27 ottobre 1986       | kesmai.com     | Kesmai                                               |
| 35        | 27 ottobre 1986       | mentor.com     | Mentor Graphics                                      |
| 36        | 27 ottobre 1986       | nec.com        | NEC Corporation                                      |
| 37        | 27 ottobre 1986       | ray.com        | Raytheon Company                                     |
| 38        | 27 ottobre 1986       | rosemount.com  | Rosemount                                            |
| 39        | 27 ottobre 1986       | vortex.com     |                                                      |
| 40        | 5 novembre 1986       | alcoa.com      | Alcoa                                                |
| 41        | 5 novembre 1986       | gte.com        | General Telephone and Electronics                    |
| 42        | 17 novembre 1986      | adobe.com      | Adobe                                                |
| 43        | 17 novembre 1986      | amd.com        | AMD                                                  |
| 44        | 17 novembre 1986      | das.com        |                                                      |
| 45        | 17 novembre 1986      | data-io.com    | Data I/O                                             |
| 46        | 17 novembre 1986      | octopus.com    |                                                      |
| 47        | 17 novembre 1986      | portal.com     |                                                      |
| 48        | 17 novembre 1986      | teltone.com    | Teltone                                              |
| 49        | 11 dicembre 1986      | 3com.com       | 3Com                                                 |
| 50        | 11 dicembre 1986      | amdahl.com     | Amdahl                                               |
| 51        | 11 dicembre 1986      | ccur.com       | Concurrent Computer Corporation                      |
| 52        | 11 dicembre 1986      | ci.com         |                                                      |
| 53        | 11 dicembre 1986      | convergent.com | Convergent Technologies                              |
| 54        | 11 dicembre 1986      | dg.com         | Data General                                         |
| 55        | 11 dicembre 1986      | peregrine.com  | Peregrine Systems                                    |
| 56        | 11 dicembre 1986      | quad.com       |                                                      |
| 57        | 11 dicembre 1986      | sq.com         | SoftQuad Software                                    |
| 58        | 11 dicembre 1986      | tandy.com      | Tandy Corporation                                    |
| 59        | 11 dicembre 1986      | tti.com        |                                                      |
| 60        | 11 dicembre 1986      | unisys.com     | Unisys                                               |
| 61        | 19 gennaio 1987       | cgi.com        |                                                      |
| 62        | 19 gennaio 1987       | cts.com        |                                                      |
| 63        | 19 gennaio 1987       | spdcc.com      |                                                      |
| 64        | 19 febbraio 1987      | apple.com      | Apple Computer                                       |
| 65        | 4 marzo 1987          | nma.com        |                                                      |
| 66        | 4 marzo 1987          | prime.com      | Prime Computer                                       |
| 67        | 4 aprile 1987         | philips.com    | Philips                                              |
| 68        | 23 aprile 1987        | datacube.com   | Datacube                                             |
| 69        | 23 aprile 1987        | kai.com        |                                                      |
| 70        | 23 aprile 1987        | tic.com        |                                                      |
| 71        | 23 aprile 1987        | vine.com       |                                                      |
| 72        | 30 aprile 1987        | ncr.com        | NCR Corporation                                      |
| 73        | 14 maggio 1987        | cisco.com      | Cisco Systems                                        |
| 74        | 14 maggio 1987        | rdl.com        |                                                      |
| 75        | 20 maggio 1987        | slb.com        | Schlumberger                                         |
| 76        | 27 maggio 1987        | parcplace.com  |                                                      |
| 77        | 27 maggio 1987        | utc.com        | United Technologies Corporation                      |
| 78        | 26 giugno 1987        | ide.com        |                                                      |
| 79        | 9 luglio 1987         | trw.com        | TRW                                                  |
| 80        | 13 luglio 1987        | unipress.com   |                                                      |
| 81        | 27 luglio 1987        | dupont.com     | DuPont                                               |
| 82        | 27 luglio 1987        | lockheed.com   | Lockheed Corporation                                 |
| 83        | 28 luglio 1987        | rosetta.com    |                                                      |
| 84        | 18 agosto 1987        | toad.com       | John Gilmore                                         |
| 85        | 31 agosto 1987        | quick.com      |                                                      |
| 86        | 3 settembre 1987      | allied.com     | AlliedSignal                                         |
| 87        | 3 settembre 1987      | dsc.com        |                                                      |
| 88        | 3 settembre 1987      | sco.com        | Santa Cruz Operation                                 |
| 89        | 22 settembre 1987     | gene.com       | Genentech                                            |
| 90        | 22 settembre 1987     | kccs.com       |                                                      |
| 91        | 22 settembre 1987     | spectra.com    |                                                      |
| 92        | 22 settembre 1987     | wlk.com        |                                                      |
| 93        | 30 settembre 1987     | mentat.com     |                                                      |
| 94        | 14 ottobre 1987       | wyse.com       | Wyse Technology                                      |
| 95        | 2 novembre 1987       | cfg.com        |                                                      |
| 96        | 9 novembre 1987       | marble.com     |                                                      |
| 97        | 16 novembre 1987      | cayman.com     |                                                      |
| 98        | 16 novembre 1987      | entity.com     |                                                      |
| 99        | 24 novembre 1987      | ksr.com        | Kendall Square Research                              |
| 100       | 30 novembre 1987      | nynexst.com    | NYNEX                                                |